# Квентин Филдс
Квентин Филдс или Кју је измишљени лик из америчке телевизијске серије „Три Хил“ кога игра амерички глумац Роби Џоунс. Квентин Филд се први пут појављује у петој сезони серије као најбољи играч средњошколске кошаркашке екипе из Три Хила, познатије као „Гаврани“. Као веома лош ђак, одлучује да напусти школу, али на наговор Нејтана, који убрзо постаје његов кошаркашки ментор, одлучује да се врати у школску клупу. Убијен је у другој епизоди шесте сезоне серије.